# Solitudo Persephones
Solitudo Persephones  è una caratteristica di albedo della superficie di Mercurio.